# 6 Dywizja Kawalerii (ZSRR)
6 Dywizja Kawalerii (ros. 6-я кавалерийская дивизия) – związek taktyczny kawalerii Armii Czerwonej.
Dywizja wzięła udział w kampanii wrześniowej w składzie  6 Korpusu Kawalerii. 

## Struktura organizacyjna
W 1939
- 3 pułk kawalerii
- 48 pułk kawalerii
- 94 pułk kawalerii
- 152 pułk kawalerii
- 35 pułk czołgów
- 15 dywizjon artylerii konnej
- szwadron artylerii przeciwlotniczej
- 17 szwadron saperów
- 26 dywizjon medyczno-sanitarny
- szpital weterynaryjny

## Dowódcy dywizji
- płk Piotr Makarow (był w 1939)[2]